# 2784 Домейко
2784 Домейко  (2784 Domeyko) — астероїд головного поясу, відкритий 15 квітня 1975 року.
Тіссеранів параметр щодо Юпітера — 3,605.
Названо на честь Ігнатія Домейка (1802 — 1889), видатного геолога, мінералога, географа і етнолога, довголітнього ректора Чилійського університету, одного з найвідоміших вихованців Віленського університету, національного героя Чилі.